# Boti (Insel)
Boti ist eine indonesische Insel im Timorarchipel (Kleine Sundainseln). Sie gehört zum Distrikt (Kecamatan) Landu Leko, Regierungsbezirk (Kabupaten) Rote Ndao in der Provinz Ost-Nusa Tenggara.
Boti liegt zwischen der Nordostküste der Insel Roti und dem Norden der Insel Usu in der Bucht von Maeoe. Boti ist unbewohnt, genauso wie weitere kleinere Inseln in ihrer Umgebung.